# 実証主義
実証主義（じっしょうしゅぎ、英: positivism、仏: positivisme、独: Positivismus）は、狭い意味では実証主義を初めて標榜したオーギュスト・コント自身の哲学を指し、広い意味では、経験的事実に基づいて理論や仮説、命題を検証し、超越的なものの存在を否定しようとする立場である。
英語の「positive」は、もともと「（神によって）置かれた」を意味するラテン語「positivus」に由来する。この原義から転じて、実証主義における「positive」とは、経験的に裏付けられたものを意味する。

## 意味と背景
実証主義は神学的・形而上学的なものに依拠せず、経験的事実にのみ認識の根拠を認める学問上の立場であり、19世紀のフランスの思想家・社会学者のオーギュスト・コントによって人類の発展における神学的段階と形而上学的段階の最後に来る実証主義的段階として唱えられた。

## 各分野における立場

### 哲学
哲学の分野では理想主義、構成主義、方法主義などと対立した意味で使われることが多い。20世紀初頭に、哲学も自然科学同様の実証性を備えるべきであるとする主張がウィーン学団によってなされ、彼らは自らの主張を論理実証主義（論理的経験主義、新実証主義）と称した。論理実証主義者たちは「分析的な命題は論理によって、総合的な命題は経験によって検証される」と考え、どちらによっても検証できない胡乱な概念を好き放題用いてきた形而上学を批判し、「形而上学の命題は検証不可能であるがゆえにナンセンスである」と断じた。それに従えば、例えば「無が無化する」などというのは分析的に真偽がはっきりしないし、経験的にも真偽を判断できず、全くのナンセンスである。また、彼らは同じ考えによって（線引き問題）を解答しようともした。

#### 科学哲学
上記の論理実証主義の意味で用いられ、還元主義と共によく用いられる。特に現代の文脈で使われる実証主義は、自然科学その他で取り上げられる、科学探究に対する態度の一つとしてのそれである。この場合、実証主義は「一般法則は観察と論理によってのみ正当化される」と主張する。そこからは当然ながら独断や啓示は排除される。実証は観察と論理によるから、主に帰納法がとられる。ところが、ここで根本的な問題が生じる。「帰納法の使用に基づく実証そのものの正当性はいかにして正当化されるのか?」ということである（cf. 帰納）。「全ての正当化が帰納法によってのみ行われうる」という法則（Lとする）もまた一つの一般法則であろう。すると、この一般法則Lもまた実証によってのみ正当化されねばならない。ここで、実証は帰納法に基づくから、一般法則Lもまた帰納法で証明される必要がある。ところが、帰納法の広い正当性をより狭い帰納法で証明することは基本的に論理的でなく、帰納法は基礎において厳密な論理的根拠がない。この事情から、帰納によってのみ実証するという意味での実証主義は、科学分野の基礎としては弱点が見られる。
帰納法そのものは「自然の斉一性」すなわち「他の要因がない限り、事象は今まで通り動いていく」に基づいている。これもまた、実証されるべき一般法則であるが、当然ながらこれを実証することは不可能である。

### 歴史学
歴史学では、19世紀の歴史家ヘンリー・バックル、イポリット・テーヌ、フュステル・ド・クーランジュ、ヤーコプ・ブルクハルトによって確立された。歴史学における実証主義者は厳密な史料批判を行い、科学的な規律を確定し、事実のみに基づいた歴史記述を行うものである。彼らは歴史を特定の立場に都合よく利用する思想を排し、科学的・客観的に歴史を把握しようという立場から主張する。

### 法学
法学の分野においては、道徳や自然法などの他の価値基準に拠らないで実定法のみに法体系の根拠をもとめる立場を法実証主義と呼ぶ。